# Dumping
La venta a pérdida (del inglés dumping), dumpin o competencia desleal se refiere a la práctica de vender por debajo del precio normal o a precios inferiores al coste con el fin de eliminar a la competencia y adueñarse del mercado. La palabra generalmente se utiliza solo en el contexto de las leyes del comercio internacional, en donde el dumping se define como la práctica en donde una empresa establece un precio inferior para los bienes importados, en comparación con los costes de producción que tiene la empresa desde el país a donde se exportan esos bienes, sacando de competencia a la empresa local. 
El término tiene una connotación negativa, pero los defensores del libre mercado ven la venta a pérdida como algo beneficioso para los consumidores y creen que los mecanismos proteccionistas para evitarlo tienen consecuencias negativas. Los sindicalistas y otros defensores de los obreros sin embargo creen que la salvaguarda de las empresas nacionales frente a prácticas abusivas tales como el dumping, ayudan a aliviar algunas de las consecuencias más severas de libre comercio y entre las economías en diferentes etapas de desarrollo. Según la Organización Mundial de Comercio (OMC), el dumping es condenable (pero no está prohibido) cuando causa o amenaza con causar un daño importante a una rama de producción nacional en el país importador.

## Tipos dedumping

### Esporádico
La venta a pérdidas esporádica es una discriminación ocasional de precios provocada por la existencia de excedentes en la producción de un mercado doméstico, por lo que el productor, para no desequilibrar su mercado interno, y a su vez evitar los costes financieros implícitos, desvía estos excedentes al mercado internacional a precio por debajo de coste. Sería comparable a las ventas por liquidación. Este tipo de dumping aumenta el bienestar potencial del país importador.

### Predatorio
Es clasificado como práctica desleal de competencia y como la forma más dañina de venta a pérdidas. Consiste en la venta por parte del exportador de la producción en el mercado externo, logrando una pérdida, pero ganando acceso al mismo y excluyendo así la competencia. Posteriormente aumenta el nuevo precio para obtener ganancias monopólicas. Es decir, el dumper logra una pérdida inicialmente, ya que espera alcanzar una ganancia a largo plazo. 

### Persistente
Práctica continua de exportar por debajo de precios para maximizar utilidades, aprovechando la existencia de diferencias en la elasticidad del precio de demanda del mercado interno contra el de exportación.

## Motivos e implicaciones
Esta práctica es aparentemente perjudicial para una empresa, pues en principio, cada venta produce un perjuicio económico para la misma.
Sin embargo, el dumping provoca que las empresas que operan en el mismo mercado no puedan competir con el precio y calidad de los bienes en cuestión, y a largo plazo quiebren. De esta manera la empresa que realiza la venta a pérdidas se hace con el mercado de ese producto o servicio.
Por otra parte, en algunas ocasiones, los gobiernos establecen subvenciones (subsidios) a las exportaciones de ciertos productos a un país extranjero concreto, lo que provoca que pueda ser rentable tal exportación del producto a un precio por debajo de coste.
La presencia del producto a precios tan bajos, tiene inicialmente un efecto benéfico para los compradores del país importador. Sin embargo, la empresa, dependiendo de la estructura del mercado, puede eliminar la competencia, llegando así a una situación de monopolio de la cual puede sacar provecho. Tampoco se deben dejar de considerar los eventuales perjuicios a la industria local.

## Legislaciónantidumpingen México
El antidumping está considerado como una práctica proteccionista del comercio internacional ante la industria local, permitiendo en muchos casos que las economías locales puedan mantenerse firmes ante eventuales crisis internacionales.
| Marco Jurídico Interno | Marco Jurídico Multilateral |
| --- | --- |
| - Constitución Política de los Estados Unidos Mexicanos. - Leyes de Comercio Exterior. - Reglamento de la Ley de Comercio Exterior. - Código Federal de Procedimientos Civiles. | - Acuerdo por el que se establece la OMC. - Acuerdo relativo a la Aplicación del Artículo VI del GATT de 1994. - Acta final de la Ronda Uruguay. - Entendimiento sobre Solución de Diferencias. |

## Efectos deldumping
Esto puede ocasionar:
- Daño material importante.
- Amenaza de daño.
- Retraso en la creación de una industria.

De acuerdo con la OMC (Organización Mundial del Comercio), el daño puede reflejarse en:
- Precios.
- Cantidades.

## Otros usos del términodumping
- Exchange dumping: este tipo de venta a pérdida ocurre cuando se da una depreciación en la moneda nacional respecto a las otras, favoreciendo así las exportaciones del país. En este caso los efectos son los mismos, salvo que aquí no existe discriminación de precios.

- Freight dumping (venta a pérdida de carga o de flete): es cuando se otorgan tasas preferenciales al transporte de productos destinados a la exportación. Esta situación no debe confundirse con la venta a pérdidas, aquí no se aplica dumping debido a que los costes de transporte representan una de las mejores formas de proteger la industria nacional de la exterior, su disminución aumenta las posibilidades de los exportadores de vender en el mercado exterior sin tener que incurrir en la venta a pérdidas. En este caso lo que se podría decir es que existe venta a pérdida en el servicio de transporte y no de mercancías.

- Dumping escondido: consiste en cargar los mismos precios en ambos mercados (el nacional y el extranjero), por lo cual aparentemente no hay venta a pérdida, pero se discrimina en otros aspectos, tales como:
  - Conceder mayores plazos de crédito a los extranjeros.
  - No se cobran los costes de empaquetado o transporte cuando se exporta.
  - Exportar igual en precios, pero diferente en calidad. Es decir, que los productos que se exportan son de mejor calidad que los que se consumen localmente.
  - Exportar mercancía que difieren en la forma, estilo o material de las que se venden en el mercado doméstico. Esto puede deberse muchas veces a las diversas legislaciones que afectan el producto.

- Dumping oficial: es definido como los subsidios a las exportaciones. Los subsidios son una forma de reducir los costes de producción de las empresas, que a su vez, le sirven para competir contra las importaciones foráneas y para ganar mercados de exportación.

- Dumping social: consiste en la consecución de bajos precios por parte de algunos productores gracias a que se benefician de una legislación laboral poco exigente. El dumping social permite la alteración del régimen de precios, permite además al país importador obtener precios más ventajosos que los del país que exporta. Los países más interesados en resolver el dumping social son los países desarrollados, ya que con esto pierden partes enteras de su aparato industrial.

- Dumping ecológico: en este caso los favorecidos son los productores de países con una legislación medioambiental menos rigurosa, por lo general países pobres. Las empresas del país A, con una legislación estricta, soportan una serie de impuestos o condiciones de los cuales el país B está exento, lo cual repercute en los costes y por consiguiente, en el precio.

## Inicio del procedimiento
1. A solicitud de parte: deriva de una solicitud por escrito de productores nacionales que consideran estar afectados o que existe la amenaza de estarlo, como consecuencia de importaciones en condiciones de venta a pérdida.
2. De oficio: deriva de la facultad excepcional con que cuenta la autoridad investigadora para investigar posibles hechos constitutivos de prácticas desleales sin que medie solicitud de parte.